# Chillancito
Chillancito es un sector residencial de la comuna de Concepción, en la VIII Región del Biobío, Chile.

## Origen
Sus orígenes surgen como la periferia de la ciudad hasta mediados del siglo XX, pues la calle Camilo Henríquez pasó a ser la salida hacia la costa de Penco - Tomé (Puente Andalién). Hasta 1976 se ubicó allí el matadero y la feria ganadera (actual recinto Hospital Clínico del Sur -exHospital del Trabajador-).

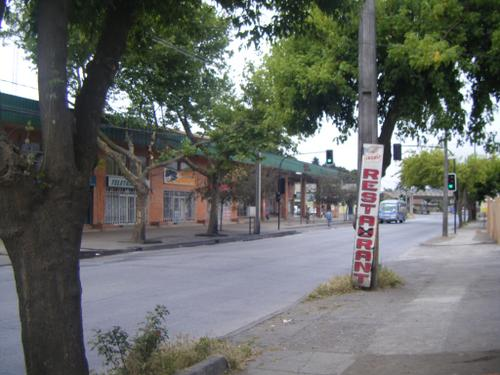
Terminal de Buses calle Camilo Henríquez.

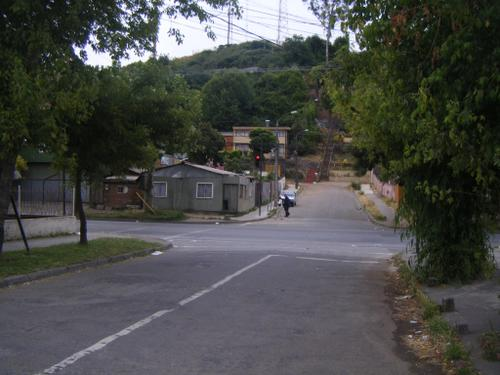
C/Camilo Henríquez (al fondo se puede apreciar Cerro La Pólvora).

## Poblaciones
Este sector comprende las poblaciones Baquedano, Villa San Ramón e Isla Andalién, por toda el área residencial de la calle Camilo Henríquez entre calle Lientur hacia prácticamente el puente Andalién.

## Equipamientos
Se ubica el Terminal de Buses Tur Bus (Terminal de Buses Camilo Henríquez) y una razonable cantidad de almacenes, pastelerías, panaderías, farmacias, etc. Dentro de las características se nota la presencia de parajes con viviendas de infraestructura campesina y calles de adoquines, lugares que mantienen hasta el día de hoy el privilegio de ser lugares tranquilos. También se ubica la Parroquia San Ramón, la Iglesia Adventista del Séptimo Día, la iglesia mormona y varias iglesias evangélicas. En el ámbito gastronómico variados restaurantes cuyos platos son carne de fina selección, específicamente en calle Baquedano.

## Comunicaciones
La locomoción que transita por este sector es Rengo Lientur (con recorrido al Barrio Universitario, al centro de Concepción y a Barrio Norte), Flota Centauro (con recorrido a Hualpén), Flota Las Lilas (con recorrido a Hualpén), Mi Expreso (con recorrido a Las Higueras y al Puerto de San Vicente) y Buses Cóndor (con recorrido al sector Lorenzo Arenas de Concepción).

## Logros sociales
En el último tiempo, el FOSIS (Ministerio de Planificación) y el organismo estatal Chile Emprende está sacando recursos de este barrio por la tradición gastronómica-campesina, brindando apoyo a una cantidad de locales comerciales como cocinerías, restaurantes, botillerías, librerías, residenciales y almacenes. 
El eslogan de esta iniciativa es "Barrio Chillancito: lugar de tradiciones".
- Datos: Q5766436